# Цаплин, Андрей Юрьевич
Андре́й Ю́рьевич Ца́плин (22 января 1977, Пермь, РСФСР, СССР) — российский футболист, полузащитник; тренер.

## Карьера

### В клубах
Воспитанник пермской школы футбола, начинал заниматься со своим другом Константином Зыряновым.
Начинал карьеру в дубле московского ЦСКА, в 1996 году дебютировал в чемпионате и Кубке России за основной состав клуба, в том же году был отдан в аренду тульскому «Арсеналу». В следующем сезоне Андрей провёл уже 6 игр в чемпионате за армейцев, но вновь был отдан в аренду — теперь в саратовский «Сокол-ПЖД». Выступления за ЦСКА Цаплин продолжал до 2002 года. В 1999 году участвовал в победном матче противостояния армейцев с норвежским «Молде» в Лиге чемпионов. Свой последний матч за ЦСКА в высшем дивизионе он провёл в 2000 году, после чего из-за травм лишь эпизодически появлялся в матчах на Кубок, обладателем которого он стал в мае 2002 года. Вторую половину того сезона он провёл в клубе премьер-лиги «Торпедо-ЗИЛ», следующий сезон — в «Соколе», оба раза на правах аренды. В феврале 2004 года Цаплин заключил с саратовцами двухлетние соглашение. В 2006 году выступал за «Салют-Энергию». 2007 год пропустил из-за травмы колена, после чего присоединился к «СКА-Энергии», за которую провёл лишь один официальный матч в первом дивизионе ПФЛ 2008 года. В сезоне 2009 года выступал за подмосковный «Дмитров», с которым занял 10-е место в зоне «Запад», после чего перешёл в другого середняка этой зоны — тверскую «Волгу», за которую провёл три официальные игры. С июля по конец 2010 года — игрок гродненского «Немана». С 2011 года выступает в московской любительской лиге.

### В сборной
В 1998—1999 годах выступал за молодёжную сборную России, был одним из её ключевых полузащитников. 7 октября 1999 года провёл на поле весь второй тайм в товарищеском матче вторых сборных России и Германии.

## Тренер
После окончания карьеры игрока работал в ДЮСШ ПФК ЦСКА тренером ЦСКА-2. В феврале 2023 года стал ассистентом главного тренера ЖФК ЦСКА Максима Зиновьева.

## Достижения
ЦСКА (Москва)
- Серебряный призёр чемпионата России : 1998
- Бронзовый призёр чемпионата России: 1999
- Обладатель Кубок России: 2002